# 月本佳代美
月本 佳代美（つきもと かよみ）は、日本のイラストレーター。自身の事務所「月本事務所」を構える。
「学術的に正確な」リアルイラスト・CGデザインを手がける。恐竜、生物進化、生命科学などを描いたものが多く、イラストは日本国内外の多数の科学出版物に掲載されている。

## 略歴
福岡県北九州市にて生まれる。武蔵野美術大学造形学部油絵科を卒業後、科学雑誌出版社に勤務し、1999年に出版社を退社して月本事務所を設立、イラスト・CG製作を務める。2004年に第53回日経広告賞を環境部門で受賞。

## 作品
イラストは、日本国内の科学出版物、NHKの科学番組などに用いられている。大きな特徴として、2010年代の日本国内で行われた複数の恐竜展で用いられたという側面があり、この中には福井県立恐竜博物館や国立科学博物館が含まれる。
日本国外では、アメリカの科学雑誌「Cell」の表紙などにも掲載された。

### 特別展
- 『地球最古の恐竜展』（2010年 - 2011年）
- 『OCEAN! 海はモンスターでいっぱい』（2011年 - 2012年）[3]
- 『発掘! モンゴル恐竜化石展』（2012年 - 2013年）
- 『発掘! モンゴル大恐竜展』（2014年）
- 『恐竜戦国時代の覇者! トリケラトプス 〜知られざる大陸ララミディアでの攻防〜』（2014年）
- 『大恐竜展 よみがえる世界の恐竜たち』（2016年）
- 『メガ恐竜展』（2016年 - 2017年）[4]
- 『つばさの博覧会 巨大翼竜からペンギンまで』（2017年）
- 『恐竜の卵─恐竜誕生に秘められた謎─』（2017年）[5]
- 『ギガ恐竜展2017』（2017年）[6]
- 『恐竜 DINOSAUR』（2018年）[7]
- 『肉食恐竜2019』（2019年）[8]
- 『恐竜展〜科学が解き明かす恐竜のすがた〜』（2019年）[9]
- 『世界大恐竜展』（2019年）[10]
- 『マンモス展』（2019年 - ）[11]

など。

### 掲載誌
- 『Newton』[12]
- 『nature DIGEST』[13][14]
- 『自由研究図鑑』（1998年、福音館書店、ISBN 9784834015485）
- 『飼育栽培図鑑』（2000年、福音館書店、ISBN 9784834016642）
- 『おおきなきょうりゅうブラキオサウルスのかぞく』（2008年、教育画劇、ISBN 9784774609362）
- 『くらべて はっけん! パノラマえほん』（2017年、世界文化社、ISBN 9784418178179）
- 『古生物たちのふしぎな世界』（2017年、講談社、ISBN 978-4065020180）[15]
- 『サメ帝国の逆襲 海洋生命5億年史』（2018年、文藝春秋、ISBN 978-4-16-390874-8）[16]

ほか多数。